# Mesocyclops yenae
Mesocyclops yenae – gatunek widłonoga z rodziny Cyclopidae. Nazwa naukowa tego gatunku skorupiaków została opublikowana w 1998 roku przez polską zoolog Marię Hołyńską. Miejsce typowe znajduje się w centralnym Wietnamie, na współrzędnych 16°30′N 107°30′E/16,500000 107,500000.